# Dan Ndoye
Dan Assane Ndoye (sinh ngày 25 tháng 10 năm 2000) là một cầu thủ bóng đá chuyên nghiệp người Thụy Sĩ hiện đang thi đấu ở vị trí tiền đạo, tiền vệ cánh hoặc hậu vệ cánh tấn công cho câu lạc bộ Nottingham Forest tại Premier League và Đội tuyển bóng đá quốc gia Thụy Sĩ.

## Sự nghiệp câu lạc bộ

### Lausanne-Sport
Ndoye bắt đầu sự nghiệp ở học viện trẻ của FC Lausanne-Sport từ khi còn nhỏ. Ban đầu, anh chơi bóng ở thành phố quê nhà Nyon và sau đó ở Lausanne. Anh thăng cấp thông qua các cấp độ tuổi với tốc độ ấn tượng và có những bước đi đầu tiên với đội U-18 khi mới 15 tuổi. Anh thi đấu tại 38 trận và ghi tổng cộng 23 bàn thắng cho đội U-17 và U-18. Phong độ này đã giúp anh gia nhập đội U-21 Team Vaud, đội dự bị của Lausanne-Sport, khi mới 17 tuổi. Anh ghi 7 bàn sau 21 trận với U-21 Team Vaud tại giải hạng 4 của Thụy Sĩ.
Trong nửa sau của mùa giải 2018–19, anh có trận ra mắt chuyên nghiệp trước FC Vaduz vào ngày 8 tháng 2 năm 2019. 5 ngày sau, anh ghi bàn thắng đầu tiên cho Lausanne trước SC Kriens. Anh ghi sáu bàn thắng sau 15 trận và nhanh chóng khẳng định chính mình với tư cách là cầu thủ chính.

### Nice
Vào ngày 27 tháng 1 năm 2020, Ndoye đã ký hợp đồng với câu lạc bộ OGC Nice tại Ligue 1 nhưng ở lại Lausanne-Sport dưới dạng cho mượn trong phần còn lại của mùa giải 2019–20. Vào mùa hè năm 2020, Ndoye chính thức gia nhập OGC Nice. Trong mùa giải đầu tiên ở Ligue 1, anh ra sân 28 lần và ghi 1 bàn. Anh cũng đã chơi cho Nice ở vòng bảng UEFA Europa League. Trong suốt thời gian tại Nice, Ndoye chủ yếu là cầu thủ dự bị.

### Bologna
Vào ngày 14 tháng 8 năm 2023, Ndoye ký hợp đồng với câu lạc bộ Bologna tại Serie A. Vào ngày 20 tháng 12, anh ghi bàn thắng đầu tiên trong chiến thắng 2–1 trên sân khách trước Inter Milan sau hiệp phụ ở vòng 16 đội Coppa Italia.

### Nottingham Forest
Vào ngày 31 tháng 7 năm 2025, Ndoye ký hợp đồng có thời hạn 5 năm với câu lạc bộ Ngoại hạng Anh Nottingham Forest.

## Sự nghiệp quốc tế
Ndoye ra mắt đội tuyển quốc gia Thụy Sĩ vào ngày 24 tháng 9 năm 2022 trong trận đấu gặp Tây Ban Nha tại UEFA Nations League.
Sau sáu lần ra sân tại vòng loại, Ndoye có tên trong đội tuyển Thụy Sĩ tham dự UEFA Euro 2024 vào tháng 6 năm 2024. Anh đá chính và chơi 86 phút cho đội trong chiến thắng mở màn 3–1 trước Hungary. Vào ngày 23 tháng 6, anh ghi bàn thắng quốc tế đầu tiên trong trận hòa 1–1 trước Đức ở trận đấu vòng bảng cuối cùng.

## Đời tư
Ndoye sinh ngày 25 tháng 10 năm 2000 ở Nyon, Thụy Sĩ, có cha và bà nội là người Sénégal và mẹ người Thụy Sĩ, và lớn lên ở Saint-Prex, bang Vaud. Ndoye có một em gái và một em trai và cả hai đều chơi thể thao. Em gái anh là vận động viên điền kinh trong khi em trai anh chơi cho FC Saint-Prex ở giải hạng 2.

## Thống kê sự nghiệp

### Câu lạc bộ
Tính đến 24 tháng 5 năm 2025
| Câu lạc bộ          | Mùa giải            | Giải vô địch           | Giải vô địch | Giải vô địch | Cúp quốc gia | Cúp quốc gia | Cúp Liên đoàn | Cúp Liên đoàn | Châu lục | Châu lục | Tổng cộng | Tổng cộng |
| Câu lạc bộ          | Mùa giải            | Hạng đấu               | Trận         | Bàn          | Trận         | Bàn          | Trận          | Bàn           | Trận     | Bàn      | Trận      | Bàn       |
| ------------------- | ------------------- | ---------------------- | ------------ | ------------ | ------------ | ------------ | ------------- | ------------- | -------- | -------- | --------- | --------- |
| Lausanne-Sport      | 2018–19             | Swiss Challenge League | 15           | 6            | 0            | 0            | —             | —             | —        | —        | 15        | 6         |
| Lausanne-Sport      | 2019–20             | Swiss Challenge League | 30           | 4            | 4            | 2            | —             | —             | —        | —        | 34        | 6         |
| Lausanne-Sport      | Tổng cộng           | Tổng cộng              | 45           | 10           | 4            | 2            | —             | —             | —        | —        | 49        | 12        |
| Nice                | 2020–21             | Ligue 1                | 28           | 1            | 1            | 0            | —             | —             | 5        | 2        | 34        | 3         |
| Nice                | 2021–22             | Ligue 1                | 3            | 0            | 0            | 0            | —             | —             | —        | —        | 3         | 0         |
| Nice                | Tổng cộng           | Tổng cộng              | 31           | 1            | 1            | 0            | 5             | 2             | —        | —        | 37        | 3         |
| Basel (mượn)        | 2021–22             | Swiss Super League     | 29           | 2            | 2            | 0            | —             | —             | 8        | 2        | 39        | 4         |
| Basel               | 2022–23             | Swiss Super League     | 32           | 4            | 3            | 2            | —             | —             | 19       | 1        | 54        | 7         |
| Basel               | 2023–24             | Swiss Super League     | 2            | 1            | —            | —            | —             | —             | 2        | 0        | 4         | 1         |
| Basel               | Tổng cộng           | Tổng cộng              | 34           | 5            | 3            | 2            | —             | —             | 21       | 1        | 58        | 8         |
| Bologna             | 2023–24             | Serie A                | 32           | 1            | 2            | 1            | —             | —             | —        | —        | 34        | 2         |
| Bologna             | 2024–25             | Serie A                | 30           | 8            | 3            | 1            | —             | —             | 8        | 0        | 41        | 9         |
| Bologna             | Tổng cộng           | Tổng cộng              | 62           | 9            | 5            | 2            | —             | —             | 8        | 0        | 75        | 11        |
| Nottingham Forest   | 2025–26             | Premier League         | 0            | 0            | 0            | 0            | 0             | 0             | 0        | 0        | 0         | 0         |
| Tổng cộng sự nghiệp | Tổng cộng sự nghiệp | Tổng cộng sự nghiệp    | 201          | 27           | 15           | 6            | 0             | 0             | 42       | 5        | 258       | 38        |

1. ↑  Bao gồm Cúp bóng đá Thụy Sĩ, Coupe de France, Coppa Italia và FA Cup
2. ↑  Bao gồm EFL Cup
3. 1 2  Ra sân tại UEFA Europa League
4. 1 2 3  Ra sân tại UEFA Europa Conference League
5. ↑  Ra sân tại UEFA Champions League

### Quốc tế
Tính đến 10 tháng 6 năm 2025
| Đội tuyển quốc gia | Năm       | Trận | Bàn |
| ------------------ | --------- | ---- | --- |
| Thụy Sĩ            | 2022      | 1    | 0   |
| Thụy Sĩ            | 2023      | 6    | 0   |
| Thụy Sĩ            | 2024      | 11   | 1   |
| Thụy Sĩ            | 2025      | 4    | 2   |
| Tổng cộng          | Tổng cộng | 16   | 1   |

Tỷ số và kết quả liệt kê bàn thắng của Thụy Sĩ được để trước, cột tỷ số cho biết tỷ số sau mỗi bàn thắng của Ndoye.
| # | Ngày                | Địa điểm                                              | Trận | Đối thủ | Bàn thắng | Kết quả | Giải đấu       |
| - | ------------------- | ----------------------------------------------------- | ---- | ------- | --------- | ------- | -------------- |
| 1 | 23 tháng 6 năm 2024 | Waldstadion, Frankfurt am Main, Đức                   | 14   | Đức     | 1–0       | 1–1     | UEFA Euro 2024 |
| 2 | 7 tháng 6 năm 2025  | Sân vận động Rice-Eccles, Thành phố Salt Lake, Hoa Kỳ | 21   | México  | 3–1       | 4–2     | Giao hữu       |
| 3 | 10 tháng 6 năm 2025 | Sân vận động Công viên Geodis, Nashville, Hoa Kỳ      | 22   | Hoa Kỳ  | 1–0       | 4–0     | Giao hữu       |

## Danh hiệu

### Câu lạc bộ
Lausanne-Sport
- Swiss Challenge League: 2019–20

Bologna
- Coppa Italia: 2024–25

### Cá nhân
- Đội hình xuất sắc nhất UEFA Europa Conference League: 2022–23[12]
- Bàn thắng đẹp nhất tháng Serie A: Tháng 4 năm 2025